# Heterocarpus tenuidentatus
Heterocarpus tenuidentatus is een garnalensoort uit de familie van de Pandalidae. De wetenschappelijke naam van de soort is voor het eerst geldig gepubliceerd in 2006 door Cleva & Crosnier.